# Steven Crowder
Steven Blake Crowder (født 7. juli 1987) er en amerikansk-canadisk konservativ politisk kommentator, skuespiller og komiker. Han er vært for podcasten Louder with Crowder, der dækker nyheder, popkultur og politik, og streames på tjenester som YouTube og på hjemmesiden LouderWithCrowder.com. Han var stemmeskuespiller på TV-serien  Artur , hvor han gav stemme til karakteren Alan i løbet af sæsonerne 5-6. Han er også en tidligere bidragyder til Fox News, og er en regelmæssig gæst på det konservative nyheds- og underholdningsnetværk TheBlaze.
Crowder's far er amerikansk og hans mor fransk-canadisk. Steven har dobbelt statsborgerskab og taler både fransk og engelsk. Han giftede sig med sin kone, Hilary Crowder, i august 2012, og skrev om fordelene ved seksuel afholdenhed før ægteskabet. Crowder er en tilhænger af Mixed Martial Arts (MMA) og deltager i kampsportkonkurrencer. Han var en fortaler for legalisering af MMA i New York.